# Ligament collatéral radial de l'articulation du coude
Le ligament collatéral radial de l'articulation du coude (ou ligament latéral externe du coude) est un système ligamentaire latéral de l'articulation du coude.

## Structure
La composition du ligament collatéral radial de l'articulation du coude est très variable selon les individus  et peut être considérée soit comme un seul ligament avec plusieurs attaches distales, soit comme plusieurs ligaments séparés, auquel cas des parties de ces ligaments sont souvent décrites comme indiscernables les unes des autres.
Le ligament collatéral radial de l’articulation du coude est composé de trois faisceaux :
- un faisceau antérieur entre l'épicondyle latéral de l'humérus et le rebord antérieur de l'incisure radiale de l'ulna,
- un faisceau moyen entre l'épicondyle latéral de l'humérus et le rebord postérieur de l'incisure radiale de l'ulna,
- un faisceau postérieur entre la face postérieure de l'épicondyle latéral de l'humérus et le bord latéral de l'olécrâne.

## Aspect clinique
Le ligament collatéral radial de l’articulation du coude peut être impliqué dans l'épicondylite latérale.